# Filipe Teixeira
Filipe de Andrade Teixeira (n. 2 octombrie 1980, Paris, Franța) este un jucător portughez de fotbal retras din activitate, născut în Paris, Franța. A venit în iarna anului 2011 la FC Brașov de la Metalurg Donețk, sub formă de împrumut, apoi a fost transferat de Rapid în vara anului 2011 din postura de jucător liber de contract.
Și-a început cariera la Felgueiras (unde a fost și junior) în Liga Secundă Portugheză. După aventura în Portugalia s-a întors în țara natală, Franța, la FC Istres. După un an la FC Istres s-a dus la PSG. Acolo nu s-a impus, așa că a fost împrumutat la UD Leiria. În 2005 s-a întors în Portugalia la Academica. A plecat în Anglia la West Bromwich Albion. Acolo a jucat în 49 de meciuri și a marcat 9 goluri. A mai fost împrumutat de West Bromwich Albion la Barnsley, tot în Anglia. S-a dus și în Ucraina la Metalurg Donețk. În timpul acesta fost împrumutat la FC Brașov.
Considerat drept un jucător tehnic de creație, este polivalent și poate juca pe mai multe posturi la mijlocul terenului. A jucat pentru cluburi din cinci țări, fiind cunoscut în special pentru meciurile sale jucate în România.

## Cariera

### Primii ani
Născut în Boulogne-Billancourt, Franța, Teixeira și-a început cariera de fotbalist profesionist la Felgueiras în Segunda Liga, fiind titular încă de la vârsta de 18 ani.
După un sezon bun, cu nouă goluri marcate între 2000 și 2001, s-a întors în țara sa natală (părinții săi erau imigranți portughezi) și a semnat cu clubul de Liga 2 Istres.

### Paris Saint-Germain
Deși a fost mai mult rezervă în singurul său sezon jucat pentru echipa din Bouches-du-Rhône, Teixeira a ajuns la echipa de Ligue 1 Paris Saint-Germain, unde a fost coechipier cu brazilianul Ronaldinho.
În 2003 Teixeira s-a întors în Portugalia, sub formă de împrumut, la União de Leiria, unde a jucat alături de Hugo Almeida și Luís Filipe. La sfârșitul sezonului s-a întors la PSG, unde a jucat cu Pauleta și Hugo Leal.
A urmat o nouă perioadă în Portugalia, Teixeira alegând să joace pentru Académica de Coimbra. Cu Studenții, el a pierdut doar cinci meciuri în două sezoane, ajutând echipa să se claseze de două ori pe locul al 13-lea.

### West Bromwich Albion
Teixeira a fost transferat de West Bromwich Albion pe 17 iulie 2007, pentru 600.000 de lire sterline, semnând un contract pe trei ani. El și-a făcut debutul în pre-sezon o săptămână mai târziu, împotriva lui Northampton Town FC, meci în care a marcat de două ori. Primul său meci în Championship a fost înfrângerea cu 1-2 în fața lui Burnley, în prima etapă a sezonului.
Teixeira a marcat primul său gol pentru formația din Albion pe 1 septembrie 2007 cu Barnsley. Performanțele sale la mijlocul terenului din acea lună i-au făcut pe jurnaliști să-l includă pe lista scurtă pentru titlul de „Jucătorul lunii în campionat”, deși premiul a mers în cele din urmă la Darius Henderson de la Watford.
Teixeira a fost înlocuit după numai 18 minute în victoria lui WBA cu 3-0 de acasă împotriva celor de la Plymouth Argyle de la începutul lunii martie 2008, când a aterizat ciudat în urma unui conflict cu Gary Sawyer. A suferit de ruptură a ligamentului incrucisat leziuni și s-a anunțat că „probabil va lipsi tot restul sezonului”. Diagnosticul s-a dovedit corect și s-a întors în Portugalia pentru a se opera, recuperându-se la fostul club Académica; West Bromwich a promovat în acel sezon în Premier League, iar Teixeira a marcat cinci goluri în 30 de meciuri.
Pe 31 ianuarie 2010, după ce a jucat sporadic pentru WBA, Teixeira a fost împrumutat la Barnsley, care juca în Championship, pentru restul sezonului.Pe 22 iunie 2010, la aproape 30 de ani, Teixeira a semnat din postura de jucător liber un contract pe doi ani cu Metalurg Donețk, unde a facut echipă cu compatrioții China și Mário Sérgio. 

### În România
În luna februarie a anului următor a fost împrumutat la FC Brașov în România, pentru șase luni.
Teixeira a continuat în România și în sezonul 2011-2012 al Ligii I, la Rapid București. El a rămas liber de contract după ce clubul a intrat în insolvență, și s-a transferat la Al-Shaab din Emiratele Arabe Unite.
Teixeira a revenit în România în vara anului 2013, jucând pentru Petrolul Ploiești. El a marcat șapte goluri în 29 de jocuri în debutul campaniei, ajutându-și echipa să se claseze pe poziția a treia. A urmat calificarea în UEFA Europa League pe 7 august 2014, deschizând scorul împotriva Viktoriei Plzeň și  contribuind la victoria în deplasare, scor 4-1, din al treilea tur preliminar al Europa League (5-2 la general).
Pe 23 iunie 2017, după ce și-a petrecut ultimele două sezoane la Astra Giurgiu, unde a câștigat campionatul, Teixeira a semnat un contract pe un an cu Steaua București. El a marcat primul său gol pentru echipa roș-albastră pe 25 iulie, în egalul scor 2-2 de pe Arena Națională cu Viktoria Plzeň, contând pentru al treilea tur preliminar al UEFA Champions League; el a marcat din nou în cea de-a doua manșă, în victoria scor cu 4-1 în care el a obținut, de asemenea, o lovitură de pedeapsă. A marcat golul egalizator în minutul 93 al meciului cu Dinamo București din același sezon. În iulie 2018 i-a fost prelungit contractul pe șase luni, cu posibilitatea extinderii automate pe încă șase luni dacă echipa se califică în Europa League.

## Palmares
Paris Saint Germain
- Coupe de France (1): 2003-04

West Bromwich Albion
- Football League Championship (1): 2007-08

Astra Giurgiu
- Liga I (1): 2015-16[22]
- Supercupa României (1): 2016

### Internațional
Portugalia
- Campionatul European de Fotbal sub 18 ani: 1999